# Wang Daiyu
Wang Daiyu (chinesisch 王岱輿, Pinyin Wáng Dàiyú, W.-G. Wang Tai-yü; † vermutlich 1657/58) war ein chinesischer muslimischer Gelehrter. Er ist Autor eines Hauptwerks und mehrerer kleinerer Werke in Chinesisch.

## Leben
Wann Wang Daiyu geboren wurde, ist unklar. Bekannt ist lediglich, dass er sich im Jahr 1642 als alten Mann bezeichnete. Sein Urahn stammte eigenen Angaben zufolge aus Arabien (Tianfang Hung-wu).
Wang absolvierte sein Studium des Islams hauptsächlich in arabischer und persischer Sprache. Wegen seiner detaillierten Ausführungen zum Taoismus und Buddhismus wurden seine Werke häufig von seiner Leserschaft kritisiert, wogegen er dies für notwendig hielt, um den Islam den Personen näher zu bringen, die über keine Kenntnisse des islamischen Sprach- und Kulturraums verfügten. Hauptsächlich wollte er damit gebildete chinesische Muslime erreichen. Aufgrund seiner Kenntnisse in diesem Gebiet wurde er am Kaiserlichen Institut für Astronomie in Nanjing angestellt. Später folgten ihm seine Söhne und Enkel im Amt.

## Werke (Auswahl)
- Zhengjiao zhenquan ("Der echte Kommentar zur wahren Lehre"), Nanking, 1642
- Zhenquan yaolu (auch als andere Version von  Cheng-chiao chen-ch'iian veröffentlicht), 1864
- Qingzhen daxue ("Das große Erlernen des Puren und Realen"), Datum der Erstveröffentlichung unbekannt